# Radomir Putnik
Radomir Putnik (serbio cirílico: Радомир Путник), también conocido como Voivoda Putnik  (Kragujevac, 24 de enero de 1847 - Niza, 17 de mayo de 1917) fue un mariscal de campo y jefe del Estado Mayor General de Serbia durante las guerras de los Balcanes y la Primera Guerra Mundial, y tuvo un destacado protagonismo en todas las guerras en las que participó el país desde 1876 hasta 1917.
Está considerado el principal responsable de la modernización, la capacidad operativa y el espíritu de lucha del moderno ejército serbio. Desde el punto de vista militar, la característica distintiva de Putnik fue su prodigiosa memoria topográfica, gracias a la cual se le atribuía la facultad de dirigir los movimientos de las tropas desde su puesto de mando, gozando de la total confianza de sus soldados. Formó, junto con Stepa Stepanović, Živojin Mišić y Petar Bojović la élite de mandos militares serbios de la época.

## Formación
A mediados del siglo XIX, la familia Putnik regresó de su exilio en Austria-Hungría a Serbia tras su independencia del Imperio otomano. El abuelo, originario de Kosovo, había emigrado al imperio. El padre de Putnik, Dimitrije, ejerció como maestro en Kragujevac, donde Radomir nació en 1847 y en la que completó su educación básica. Asistió a la Escuela de Artillería (precursora de la posterior Academia Militar) en Belgrado, donde se graduó en 1866, como octavo de su clase de diecisiete alumnos. En 1879 se casó con Ljubica Bojović, hija de un coronel, con quien tuvo siete hijos (tres hijas y cuatro hijos). Sus contemporáneos lo describen como un hombre ascético, introvertido, y un fumador empedernido, aunque con una gran capacidad militar, que puso de manifiesto en el campo de batalla durante las guerras balcánicas de 1877 y 1885. Sufría bronquitis crónica, que degeneró en enfisema pulmonar.
En 1879, cuando aún solo hablaba serbocroata, se lo envió varios meses a Rusia. Autodidacta, en 1885 era capaz de leer ya en varios idiomas (francés, alemán y ruso). Su bautismo de fuego tuvo lugar cuando todavía era cadete, en el bombardeo de Belgrado de 1862. Luego participó, ya como oficial, en las guerra de 1877 contra los otomanos y en la de 1885 contra los búlgaros.
Tras estos primeros conflictos, ejerció como profesor en la Academia Militar, cargo que ocupó desde 1886 hasta 1895. La mayoría de los mandos serbios de la época habían sido alumnos suyos. En 1889 fue nombrado jefe adjunto del Estado Mayor General, pero poco después comenzarían sus conflictos con el rey Milan I. Sus simpatías políticas por los radicales y su conflicto latente con Milan I en un principio, y después con su sucesor, Alejandro I, tuvieron una nefasta influencia en su carrera y fue obligado a retirarse en 1896. Durante su retiro vivió dedicado a sus estudios militares y publicó varios libros para uso de los oficiales del Estado Mayor.
Después del golpe de Estado y asesinato del rey Alejandro I Obrenović y su esposa en 1903, Putnik fue rehabilitado, promovido al grado de general y nombrado jefe del Estado Mayor General por el nuevo monarca Pedro I Karađorđević. Mantuvo este puesto hasta su muerte, salvo en los periodos en los que fungió de ministro de Defensa (1904, 1906-1908 y 1912). Desde su puesto procedió a reorganizar completamente el Ejército, jubilar a los militares más veteranos y promover nuevos funcionarios, así como a actualizar las tácticas militares. Contaba con la confianza tanto de los militares cercanos a la Mano Negra como con los que se oponían a ella. El general Zivojin Mišić fue nombrado su adjunto; a pesar de los ocasionales choques entre ambas personalidades, su estricto sentido militar permitió una estrecha colaboración entre ambos.

## Guerras de los Balcanes
En 1912, cuando estallaron las guerras de los Balcanes, primero contra el Imperio otomano, y después contra Bulgaria; el general Putnik fue puesto al frente del ejército serbio. El rey Pedro I recuperó un título de la Edad Media, el de voivoda, equivalente en otros ejércitos al de mariscal de campo, y se lo adjudicó a Putnik tras la victoria en la batalla de Kumanovo de 1912. El conflicto concluyó con los tratados de Londres y Bucarest en 1913, por los que el Reino de Serbia triplicó su territorio gracias a la adjudicación de parte de Macedonia, Kosovo, y partes de la propia Serbia. Durante ese período, Putnik también fue ministro serbio de la Guerra en varias ocasiones. Algunos historiadores señalan que, gracias a la gran popularidad obtenida tras las guerras balcánicas, le fueron ofrecidas diversas riquezas por parte de la aristocracia del país, lo que Putnik rechazó, argumentando ser un hombre que «nació pobre, era pobre y moriría pobre».

## Primera Guerra Mundial

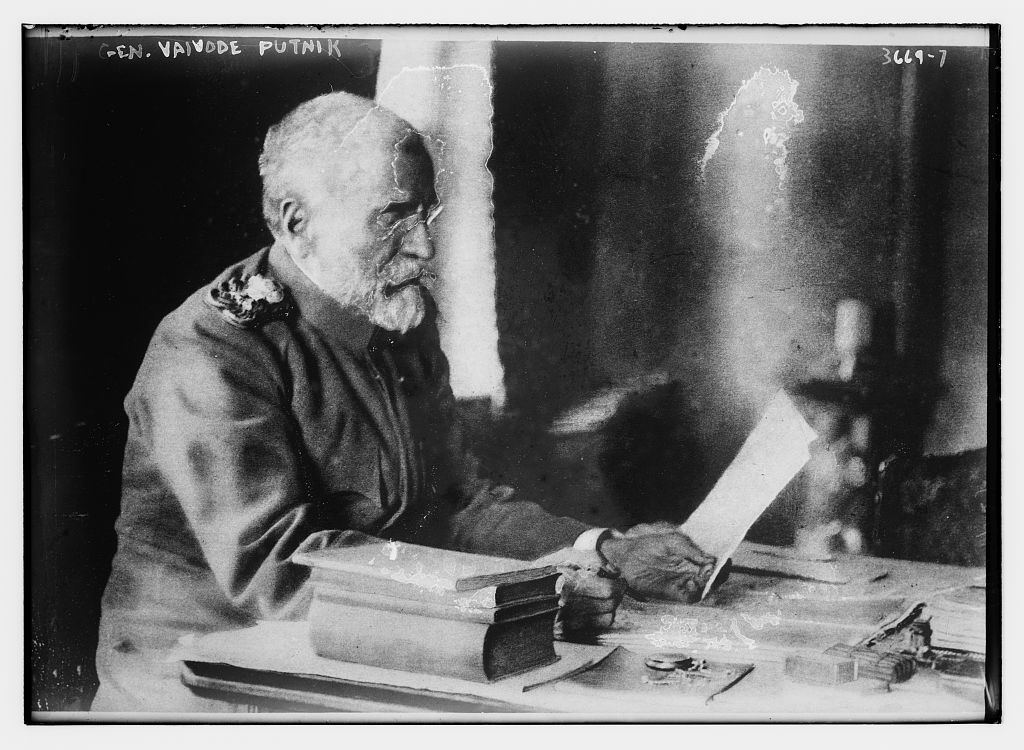
El general Putnik, en su oficina de Belgrado. Putnik, ya en un deteriorado estado de salud, organizó la defensa de Serbia en la Primera Guerra Mundial, en agosto de 1914.

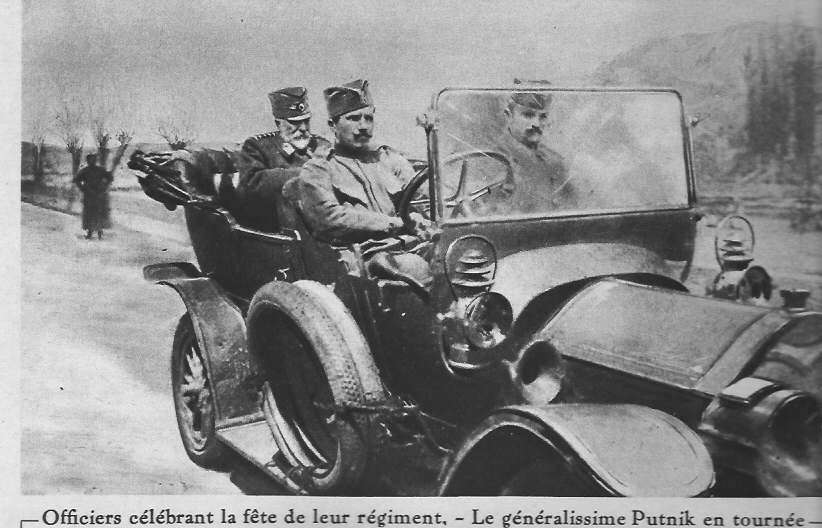
Radomir Putnik, transportado por soldados serbios en una imagen publicada en 1916.

Tras las guerras de los Balcanes, comenzó a acusar problemas de salud, por lo que presentó su dimisión al rey Pedro I. Pero el monarca confiaba plenamente en Putnik, por lo que, con la Primera Guerra Mundial en ciernes, rechazó su solicitud, pidiéndole que tomara el mando estratégico sobre el ejército, mientras el resto de generales se haría cargo de las funciones operativas. Putnik marchó al balneario de Bad Gleichenberg a tratarse el enfisema pulmonar en el que había degenerado la bronquitis crónica que sufría. En cuanto tuvo noticia del ultimátum austrohúngaro a Serbia el 24 de julio, se aprestó a regresar a Serbia. Cuando estalló la crisis que dio origen al conflicto, Putnik se encontraba aún en Budapest y fue arrestado por las autoridades austrohúngaras. No obstante, y teniendo en cuenta su edad (67 años) y su estado de salud, fue puesto en libertad interpretando Francisco José I que no sería un obstáculo para sus objetivos. La ausencia de Putnik, único con acceso a la caja fuerte que contenía los planes militares del país, había obligado al ministro de Defensa a volarla para poder consultar los documentos en medio de la crisis. Durante su viaje de vuelta a Serbia a través de Rumanía, Putnik contrajo la neumonía que acabó matándolo tres años más tarde.
A pesar del deterioro de su salud, Putnik organizó con éxito la campaña defensiva serbia ante la invasión del ejército austrohúngaro. El 12 de agosto las tropas austríacas cruzaron el Drina y comenzaron la invasión de Serbia. Putnik organizó sus fuerzas en una impresionante serie de defensas sobre el terreno, permitiendo que los austriacos avanzasen y ampliaran sus líneas de suministro, con la consiguiente exposición de sus flancos. El ejército serbio logró así varias victorias importantes, como la batalla de Cer y la batalla de Kolubara, constituyendo las primeras victorias aliadas contra las Potencias Centrales de todo el conflicto.
El frente serbio se mantuvo relativamente tranquilo hasta el otoño de 1915, cuando las fuerzas austrohúngaras, alemas y búlgaras, lideradas por el Mariscal de Campo August von Mackensen, comenzaron una gran ofensiva contra Serbia con más de 300 000 soldados. Este ataque combinado en varios frentes rompió las defensas serbias, que quedaron a merced del enemigo. El 25 de noviembre, Putnik tomó su última y más dolorosa decisión: la total retirada, hacia el sur y hacia el oeste a través de Montenegro y Albania, hacia territorio aliado en las islas Jónicas.
La retirada fue uno de los acontecimientos más trágicos en la historia de Serbia. Unos 125 000 soldados serbios llegaron a la costa del Adriático y fueron embarcados en buques de transporte franceses que los llevaron a las islas griegas, principalmente a Corfú. Durante la retirada, Putnik sufrió un empeoramiento en su salud, exhausto por el esfuerzo y sufriendo episodios de bronquitis, gripe y neumonía. Fue recogido por las fuerzas aliadas en Escútari y transportado a Brindís, para pasar después a Corfú, junto con el núcleo de su ejército.

## Muerte
En la atmósfera de recriminaciones entre el Gobierno y el Alto Mando que precedió a la retirada, todo el Estado Mayor, incluyendo Putnik, fue destituido en enero de 1916. El voivoda fue enviado a una licencia por enfermedad a Niza, donde las autoridades francesas lo recibieron con honores y se encargaron de su tratamiento médico. Allí falleció víctima de un enfisema pulmonar el 17 de mayo de 1917, sin ver terminada la guerra. Sus restos fueron trasladados a Serbia en 1926 y enterrados con honores en una capilla en el Novo Groblje de Belgrado. La tumba lleva el epitafio «La patria agradecida a Radomir Putnik».

## Legado
El Monte Putnik en Alberta (Canadá) fue nombrado al finalizar la Primera Guerra Mundial por sus  servicios a la causa aliada. Los canadienses quisieron rendir homenaje a los combatientes aliados serbios que sufrieron grandes pérdidas durante la contienda, y bajo el mando de Putnik infligieron la primera derrota de las potencias centrales.